# Chambre des seigneurs de Prusse
La Chambre des Seigneurs de Prusse (en allemand : Preußisches Herrenhaus) est un bâtiment de Berlin en Allemagne, qui accueillit la chambre haute du Parlement prussien de 1904 à 1933. Depuis 1999, avec le retour des institutions fédérales à Berlin à la suite de la réunification, il abrite le Bundesrat (« Conseil fédéral »), la chambre haute du Parlement allemand.
Le Detlev-Rohwedder-Haus, ancien siège du « Ministère de l'Air du Reich », abritant désormais le ministère fédéral des Finances est lui aussi attenant au bâtiment.

## Histoire

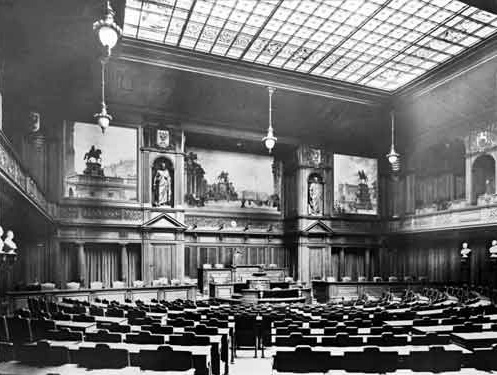
La salle de réunion de la Herrenhaus vers l'an 1900.

L'histoire de la Chambre des Seigneurs de Prusse remonte à la révolution de Mars de l'an 1848 : répondant aux émeutes, le roi Frédéric-Guillaume IV impose la Constitution prussienne de 1850. En conséquence, le pouvoir législatif du royaume de Prusse était attribué au roi et aux deux chambres du Parlement, la Chambre des Seigneurs et la Chambre des Représentants. Dans le domaine de la législation, la chambre haute dispose d'un droit de veto, notamment aux questions budgétaires et aux lois financières. 
Dans ce système bicaméral, la chambre haute était conçue sur le modèle de la Chambre des lords du Parlement du Royaume-Uni. Dès 1854, elle se composait de membres héréditaires et de membres nommés à vie par le roi (y compris la possibilité de créer un Pairsschub afin de faire basculer la majorité en sa faveur). Le premier groupe inclut le chef des maisons de Hohenzollern-Sigmaringen et de Hohenzollern-Hechingen, tous les chefs des anciens États impériaux sur le territoire des provinces, et les membres de la Diète prussienne unie de 1847. Le deuxième groupe comprenait également les titulaires des certaines fonctions honorifiques à la cour, ainsi que des représentants de nombreuses villes et institutions telles que les universités prussiennes et les chapitres de l'Église protestante. La plupart des membres venait de la classe des grands propriétaires terriens de l'aristocratie (Junker) ; le groupe conservateur, notamment le cours du parti conservateur libre et du parti national-libéral, a donc dominé les délibérations de la Chambre.
Au début, le siège de la Chambre haute se trouvait dans la Französische Straße (« rue française »), puis au Palais Hardenberg et au Schauspielhaus. À partir de 1856, les séances ont lieu au 3 de la Leipziger Straße, à l'emplacement d'une ancienne manufacture de porcelaines à laquelle succéda la demeure de la famille de Félix Mendelssohn Bartholdy, à proximité de la Leipziger Platz. Pendant la période de la Confédération de l'Allemagne du Nord, de 1867 à 1871, le Reichstag siège également à la Herrenhaus ; après l'unification allemande, il tient ses séances au 4 de la Leipziger Straße jusqu'à l'inauguration du palais du Reichstag en 1894. En 1898, les deux bâtiments ont été démolis pour la nouvelle construction de la Chambre haute.

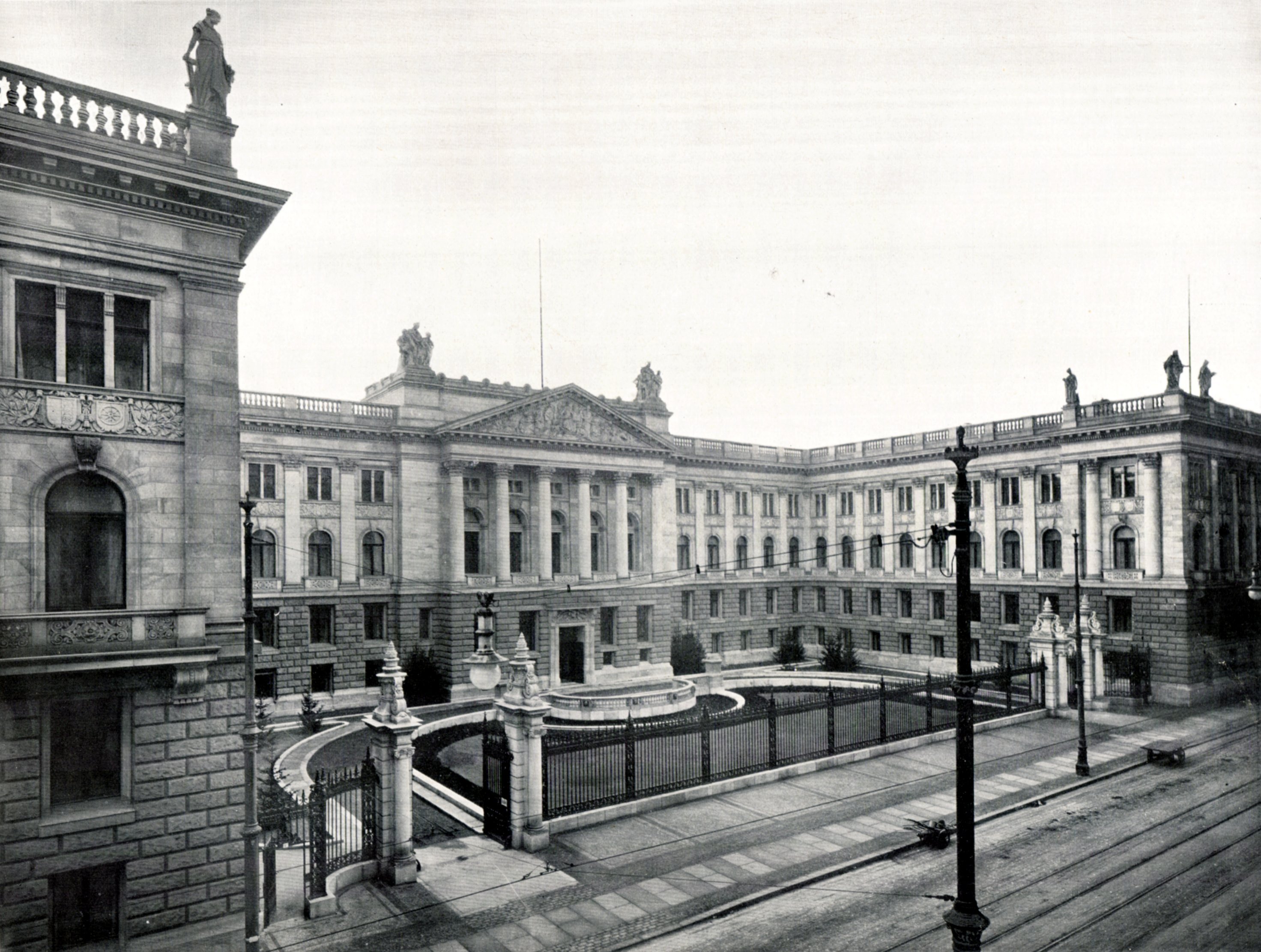
Le nouveau siège de la Chambre, vers 1904.

L'édifice fut construit sur la Leipziger Straße, au nord du bâtiment de la Chambre des représentants (Abgeordnetenhaus) construit de 1892 à 1897 selon les plans de l'architecte Friedrich Schulze-Colbitz (1843–1912). La Chambre des seigneurs et la Chambre des députés de Berlin d'aujourd'hui, communiquant par ses jardins, sont ainsi l'œuvre du même architecte, pour simple raison que les locaux abritèrent les deux chambres du Parlement prussien. La première séance plénière de la Chambre des Seigneurs de Prusse dans le nouvel édifice réunit ses 433 membres le 16 janvier 1904. Son dernier président sera le comte Dietlof von Arnim-Boitzenburg (1867-1933). 
Durant la révolution allemande de 1918-1919, c'est dans ce bâtiment que siégea le Congrès général des « conseils de travailleurs et de soldats d'Allemagne » du 16 au 21 décembre 1918, en vue d'adopter la résolution d'organiser les élections de la représentation nationale pour le 19 janvier 1919 ; donnant ainsi naissance à la république de Weimar. Entre le 30 décembre 1918 et le 1er janvier 1919, le Parti communiste d'Allemagne (KPD) est officiellement proclamé dans la salle des fêtes du bâtiment. À partir de 1921, le bâtiment abrita le Conseil d'État (Staatsrat) présidé par Konrad Adenauer, la représentation des provinces dans la législation et l'administration de l'État libre de Prusse selon la Constitution de 1920. Jusqu'au coup de Prusse en 1932, la « coalition de Weimar » du premier ministre Otto Braun, composée de sociaux-démocrates et de membres du Zentrum, dirigera l'État. À l'avènement des nazis, la diète de Prusse est dissoute.
La Herrenhaus est reconstruite de manière simplifiée au lendemain de la Seconde Guerre mondiale. Elle hébergera de nombreuses institutions au cours de l'existence de la RDA :
- de 1946 à 1949 : siège de la Commission économique d'Allemagne ;
- de 1949 à 1953 : siège du Conseil des ministres de RDA sous Otto Grotewohl ;
- à partir de 1961 : siège de la Commission d'État au Plan ;
- de 1978 à 1983 : des projets sont à l'étude pour en faire un mémorial en souvenir de la création du mouvement communiste allemand. Cependant, les projets n'aboutiront pas.

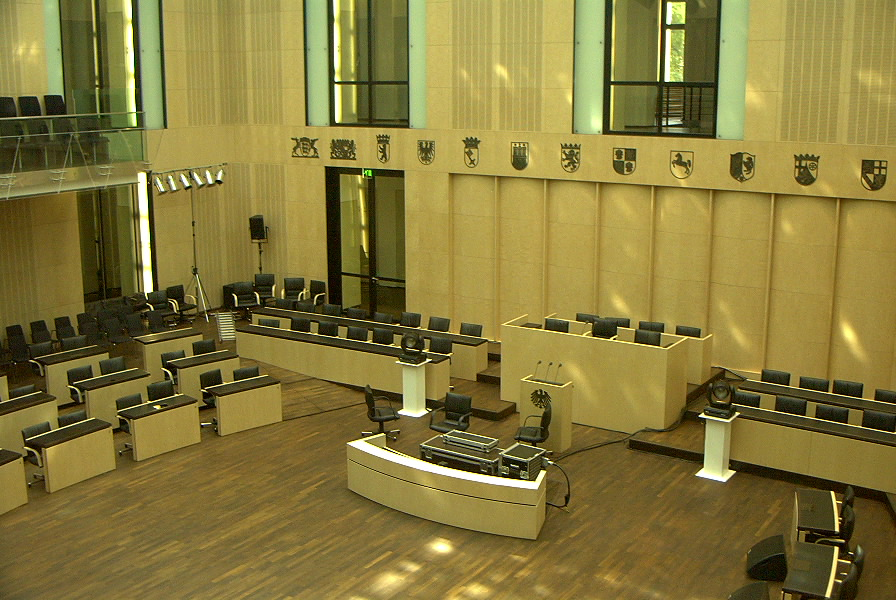
La salle des réunions plénières.

Le 3 octobre 1990, l'Allemagne est officiellement réunifiée. À la suite de la décision du 21 juin 1991 faisant de Berlin la nouvelle capitale de l'État fédéral, le Conseil fédéral (Bundesrat) doit se prononcer sur son futur siège. En vertu du fédéralisme, il décide le 5 juillet 1991 de demeurer dans un premier temps à Bonn (au Bundeshaus), tandis que la Diète fédérale (Bundestag) rejoint l'ancien Palais du Reichstag.
Cinq ans plus tard, le 27 septembre 1996, la décision finale sur le siège du Bundesrat doit être adoptée. Finalement, le Bundesrat revient sur sa décision initiale. De fait, il suit donc la Diète, la chancellerie fédérale et la Présidence fédérale à Berlin.
Avant de tenir sa séance inaugurale dans la capitale, en l'an 2000, une commission du Bundesrat lança un concours d'architecture, remporté par le cabinet Schweger + Partner de Hambourg, et ce en vue de restaurer l'ancien Herrenhaus et de reconstruire la salle plénière qui avait été détruite lors du conflit mondial.

## Présidents de la chambre
- 1854 : Jean-Henri X d'Hochberg
- 1854-1862 : Adolphe de Hohenlohe-Ingelfingen
- 1862–1872 : Eberhard de Stolberg-Wernigerode
- 1872–1877 : Adolf von Arnim-Boitzenburg
- 1877–1893 : Victor Ier de Hohenlohe-Ratibor
- 1893–1896 : Otto zu Stolberg-Wernigerode
- 1897–1904 : Guillaume-Adolphe de Wied
- 1904–1908 : Edzard zu Innhausen und Knyphausen
- 1908-1911 : Otto von Manteuffel
- 1912-1915 : Wilhelm von Wedel-Piesdorf
- 1916-1918 : Dietlof von Arnim-Boitzenburg